# 堀内健とビビる大木のオールナイトニッポン
堀内健とビビる大木のオールナイトニッポン（ほりうちけんとビビるおおきのオールナイトニッポン）はニッポン放送の人気深夜放送オールナイトニッポンで堀内健とビビる大木がパーソナリティを担当したラジオ番組。2002年10月～2003年3月にallnightnippon SUPER!枠で『SUPER FRIDAY!』として、2003年4月～2004年3月に通常のオールナイトニッポン1部として放送された。
金曜日のallnightnippon SUPER!前任はネプチューン（ネプチューンのallnightnippon SUPER!）、後任は長渕剛（長渕剛のオールナイトニッポンフライデースペシャル・今夜もバリサン）。
水曜日のオールナイトニッポン前任はaiko（aikoの@llnightnippon.com）、後任は坂崎幸之助（坂崎幸之助のオールナイトニッポン）。

## 概要
ネプチューンの堀内健と元・ビビるのビビる大木により放送されたラジオ番組。全ての放送でほぼ必ず毎週完全生放送だった。
水曜1部の時は『水曜深夜は寝不足上等!毎週水曜深夜1時から放送中!』をキャッチフレーズにした。メールやハガキが採用されたリスナーには、番組オリジナルのノベルティが商品だった。
ノベルティは「大木ボンス」と優秀な作品に贈られる「ホリウチクビ」の2種類
堀内の前身番組は「ネプチューンのallnightnippon SUPER!」（1999年4月～2002年9月 金曜22:00～24:00）、大木の前身番組は「ビビるの@llnightnippon.com」（2001年10月～2002年3月 金曜25:00～27:00）→「ビビる大木の@llnightnippon.com」（2002年4月～9月 金曜25:00～27:00）となる。
最初は「堀内健とビビる大木のallnightnippon SUPER FRIDAY!」として金曜22:00～25:00の3時間ワイド放送としてスタートし、LF+Rの終了に従い、2003年4月に水曜1部へ移動・昇格、1年後の2004年3月に終了した。その後、大木は「ビビる大木のオールナイトニッポン」(現在はすでに終了)としても1人でレギュラー復帰したり、ゲストとしても数十回、さまざまな時間問わず生・録音番組にゲストとして出演していたが、一方の堀内は長らくピンとしてもネプチューンとしても一切ニッポン放送に出演していなかったが、2015年6月19日に「三代目 J Soul Brothers 山下健二郎のオールナイトニッポン」のピンチヒッターとして放送された「堀内健と出川哲朗のオールナイトニッポン」にてニッポン放送の番組に11年ぶりに出演した。

## 放送時間
- 2002年10月～2003年3月28日 SUPER FRIDAY! 深夜22:00-25:00（ニッポン放送以外の局では24:00まで）
- 2003年4月2日～2004年3月24日 水曜1部 深夜25:00-27:00（ニッポン放送をキーステーションに全国36局ネット）

## コーナー
- 下北沢スナック母恋
- 童貞川柳
- 伊豆の踊り子
- 六本木野獣会
- 歴史が動いた!
- ウォーターボーイ
- 素敵な恋を見つける100の法則
- オレ流
- エバーグリーン
- 今週の力也
- まさかのミステリアス
- 石橋テレビ
- プチドリーム
- ペロワン
- ズコ～ッ!
- 怒りの一言
- 青春・内部告発

## マイレージシステム
「堀内健とビビる大木のオールナイトニッポン」では、世界のラジオで唯一マイレージシステムを取り入れていた。リスナーのコーナー投稿のおもしろさによってマイレージをプレゼントし、指定数たまれば、特典が獲得できたというもの。
- 10マイレージたまると - 堀内健とビビる大木の直筆の手紙がリスナーの家へプレゼント。
- 50マイレージたまると - 堀内健とビビる大木と直接生電話が出来た。（番組外で）
- 100マイレージたまると - 生放送中のニッポン放送本社屋お台場（当時）へご招待されていた（ただし交通費・宿泊代は自腹）。獲得できたのは108マイレージの「チクビーマン」ただ一人だけだった。

## ゲスト出演者
- ネプチューン
  - 名倉潤
  - 原田泰造
- ゴルゴ松本（TIM）
- 川相昌弘（中日ドラゴンズ）
- 櫻井翔（嵐）
- 中尾彬
- ソニン
- 上戸彩
- 里田まい
- メロン記念日
- カントリー娘。
- あさみ
- 犬神サーカス団
- THE YOUTH
- 青木さやか
- 光浦靖子（オアシズ）
- より子。
- 若槻千夏

など。

## 代理
- 2003年6月25日 SMAP（SMAPのオールナイトニッポン）
- 2003年7月23日 たいのっち（国分太一、井ノ原快彦）（たいのっちのオールナイトニッポン）